# Салль, Мустафа Баяль
Мустафа́ Бая́ль Салль (допускается написание имени как Мустафа Баял Салл, англ. Moustapha Bayal Sall; род. 30 ноября 1985[…], Дакар) — сенегальский футболист, защитник клуба «Лион Дюшере». В прошлом — игрок сборной Сенегала.

## Клубная карьера
Первый клубом в карьере игрока стал сенегальский клуб «ЮС Горе».
Летом 2006 года заключил контракт с норвежским клубом «Старт», а чуть позже с французским «Сент-Этьен».
Первую половину сезона 2006/07 провёл в команде «Сент-Этьен Б». Затем перешёл в основную команду, играл в 4 играх чемпионата.
В сезоне 2007/08 стал постоянным игроком основного состава, играя на месте центрального защитника. «Сент-Этьен» занял итоговое 5-е место в чемпионате.
После того, как представители «Старта» обратились в ФИФА с жалобой, дисциплинарный комитет обязал «Сент-Этьен» выплатить компенсацию 150 тысяч долларов, а игрока дисквалифицировал на 4 месяца. Дисквалификация истекла 9 декабря 2008 года и Салл вновь стал регулярно выходить в основном составе. По окончании сезона клуб занял 17-е место. Также футболист играл в матчах последнего розыгрыша кубка УЕФА против «Валенсии», «Олимпиакоса» и «Вердера».
Чемпионат 2009/10 был омрачен травмой — перелом плюсневых костей, полученный в декабре 2009 года. Футболист принял участие в 9 матчах своей команды. «Сент-Этьен» вновь стал 17-м, набрав те же 40 очков, что и в прошлом сезоне.
Сезон 2010/11 Салл провел, выходя, практически всегда, в основном составе. Команда, набрав на 9 очков больше, чем в предыдущем сезоне, заняла 10-е место.
Летом 2011 года произошёл конфликт между руководством клуба и тремя игроками основного состава: Баял Саллом, Саного и Монсоро. Все трое были исключены из основного состава и переведены в «Сент-Этьен Б». 6 января 2012 года Мустафа на 6 месяцев был отдан в аренду клубу «Нанси».

## Карьера в сборной
За сборную выступал с 2006 по 2013 годы. В её рядах принимал участие в Кубке африканских наций 2008 и 2012 годов. На турнире 2008 года забил гол в ворота команды Туниса.

## Достижения
- Обладатель Кубка французской лиги: 2012/13